# Gmina Bristol (hrabstwo Trumbull)
Gmina Bristol (ang. Bristol Township) – gmina w Stanach Zjednoczonych, w stanie Ohio, w hrabstwie Trumbull. W 2020 roku liczyła 2704 mieszkańców.